# Ferran Soriano
Ferran Soriano i Compte (Barcelona, 16 juni 1967) is een Spaanse topfunctionaris, ondernemer en voetbalbestuurder. Van 2003 tot 2008 was hij algemeen directeur van FC Barcelona en sinds 2012 is hij CEO van Manchester City. 

## Loopbaan
Soriano studeerde aan ESADE Business School te Barcelona, aan de universiteit van New York en aan de Université Catholique de Louvain-la-Neuve. Hij was vervolgens werkzaam bij onder meer The Mac Group, ReckittBenckiser en Cluster Consulting. In 2003 werd Soriano vicepresident van FC Barcelona in het bestuur van Joan Laporta en verantwoordelijk voor economische zaken. In juli 2008 stapten Soriano samen Marc Ingla en Albert Vicens op als vicepresident na een motie van wantrouwen tegen Laporta. Zestig procent van de clubleden ondersteunde deze motie, waardoor de benodigde 66% voor het uitschrijven van nieuwe verkiezingen net niet werd gehaald en Laporta aanbleef als clubpresident. Soriano werd na zijn vertrek bij FC Barcelona directeur van de Spaanse luchtvaartmaatschappij Spanair. Toen Ingla zich in 2010 verkiesbaar stelde in de verkiezing voor clubpresident van FC Barcelona, sloot Soriano zich aan bij de kandidatuur van Ingla. 

## Privé
Ferran Soriano is afgestudeerd in MBA en Bedrijfskunde aan ESADE, de RPI van New York en de Université catholique de Louvain in België. 
Soriano spreekt Catalaans, Engels, Spaans, Italiaans, Frans en Portugees.